# Eukoenenia orghidani
Eukoenenia orghidani is een spinnensoort in de taxonomische indeling van de Palpigradi.
Het dier komt uit het geslacht Eukoenenia. Eukoenenia orghidani werd in 1981 beschreven door Condé and Juberthie.